# Хутор 5-й
Хутор 5-й — упразднённый хутор в Кизильском районе Челябинской области. На момент упразднения входил в состав Гранитного сельсовета. Исключён из учётных данных в 1995 году.

## География
Располагался южнее реки Жиланда (приток Урала), на расстоянии примерно 6,5 км по прямой к востоку от поселка Гранитный.

## История
По данным на 1970 год хутор Хутор № 5 входил в состав Гранитного сельсовета. В нём располагалась ферма 4-го отделения совхоза «Уралец».
Исключен из учётных данных Постановлением Областной Думы Челябинской области от 21 декабря 1995 года № 307.

## Население
| 1970 | 1977 | 1983 |
| ---- | ---- | ---- |
| 24   | →24  | ↘11  |